# Арсак I од Партије
Арсак I (грч. Ἀρσάκης; пар. 𐭀𐭓𐭔𐭊 Aršak) је био оснивач династије Арсакида и Партског царства. Првобитна територија тог царства била је област Партија којом је он владао отприлике од око 247. п. н. е. до 217. или 211. п. н. е.
О Арсаковом пореклу не зна се готово ништа. Претпоставља се да је бактријског или скитског порекла. Неки извори говоре да му се отац звао Фријапатес. Касније је арсакидски двор наглашавао Арсаково порекло од ахеменидског великог краља Артаксеркса II, али да је он заиста био његов потомак нема доказа. Сва је прилика да је у питању била династичка идеологија, која је наглашавала њену повезаност са ахеменидским наслеђем. У сваком случају, Арсак је био вођа номадског племена Парни у Бактрији, које је у главном живело од пљачки.
Услед ратова Селеукида на западу, дошло је до урушавања њихове власти на истоку, где су се отцепили бактријски сатрап Диодот и партски сатрап Андрагора, прогласивши се за краљеве својих области. Арсак је био поражен од стране Диодота и побегао је на Андрагорине територије. Андрагора је покушао да истера племенског вођу, али је био убијен. Завладавши потом његовим областима, Арсак је основао Партско царство око 247. п. н. е. У то време оно је обухватало области Партију и Хирканију, које су се простирале на простору данашњег Туркменистана и северног Ирана.
Пошто је склопио савез са Диодотом, признавши тиме његово Грчко-бактријско краљевство, Селеук II Калиник је покушао да покори Партију. У почетку је Селеук био успешнији и Арсак је морао да се повлачи. Међутим, након што је Диодот умро око 239. п. н. е. и његов истоимени син променио страну, дошло је до промене ратне среће. Извори који говоре о потоњим догађајима су контрадикторни. Једни говоре о великој победи Арсака и заробљавању Селеука, при чему се та битка у Партији дуго славила као дан независности. Други извори говоре о победи Селеука и да је Арсак морао признати његово сизеренство. У наредним годинама проведеним у миру Арсак је изградио нове тврђаве и градове и ојачао војску. Према предању, основао је тврђаву Ниса.
Како готово ништа није сигурно у вези Арсака I, постоје и разне приче о његовом животу које су међусобно контрадикторне. Тако нпр. Аријан тврди да је оснивач Партског царства умро 246. п. н. е. Арсака је тада наводно наследио брат Тиридат I, доласком на власт променио име у Арсак и даље владао све до 217. или 211. п. н. е, које се обично узимају за две могуће године Арсакове смрти. Међутим, ова тврдња се данас обично одбацује. У сваком случају, од 211. п. н. е. на власти се налазио Арсаков син Арсак II, а ово име је постало краљевско почасно име међу парћанским владарима, у знак дивљења постигнућима оснивача царства.